# 金華街 (香港)

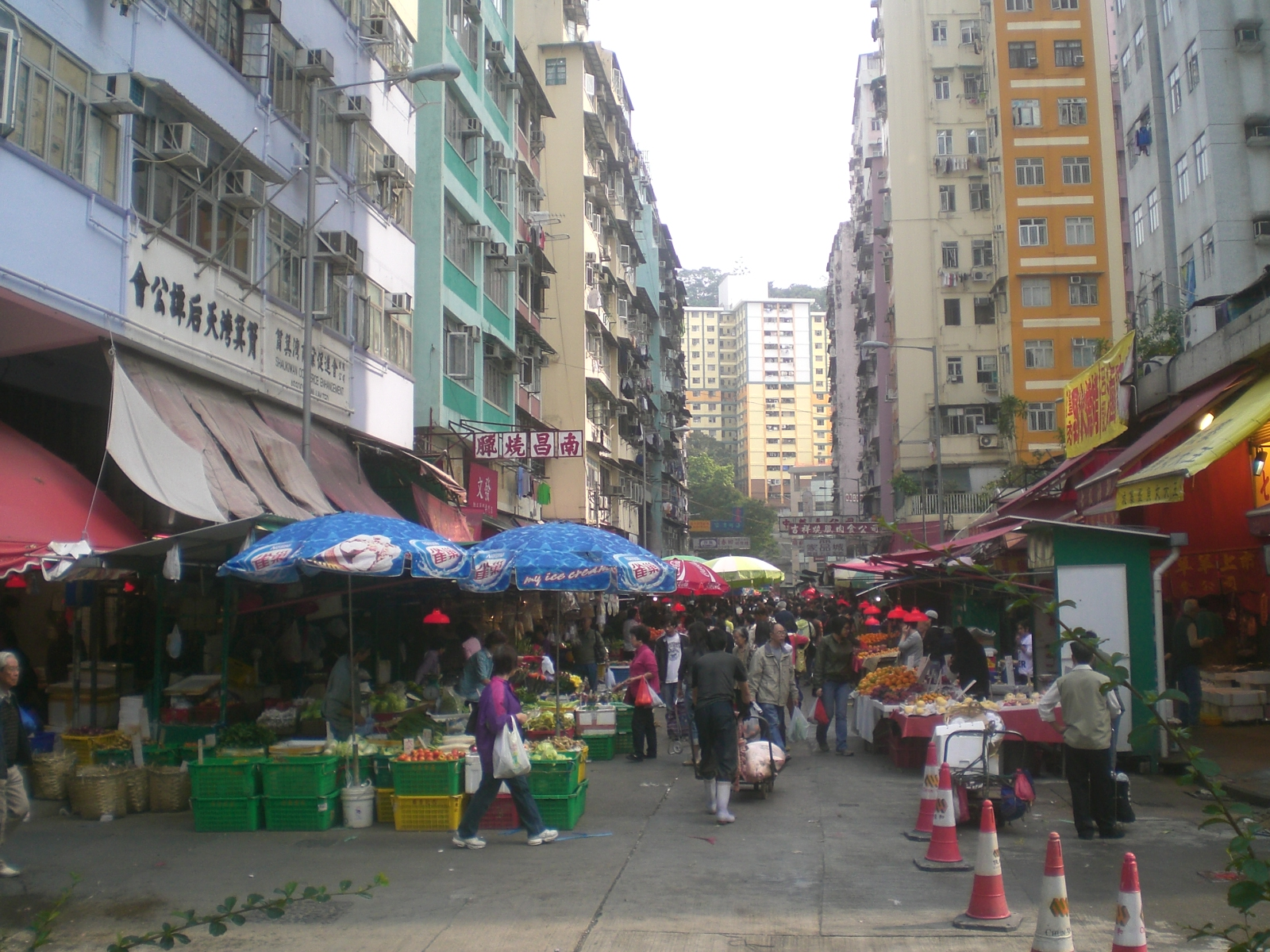
金華街，從愛秩序街向東望。

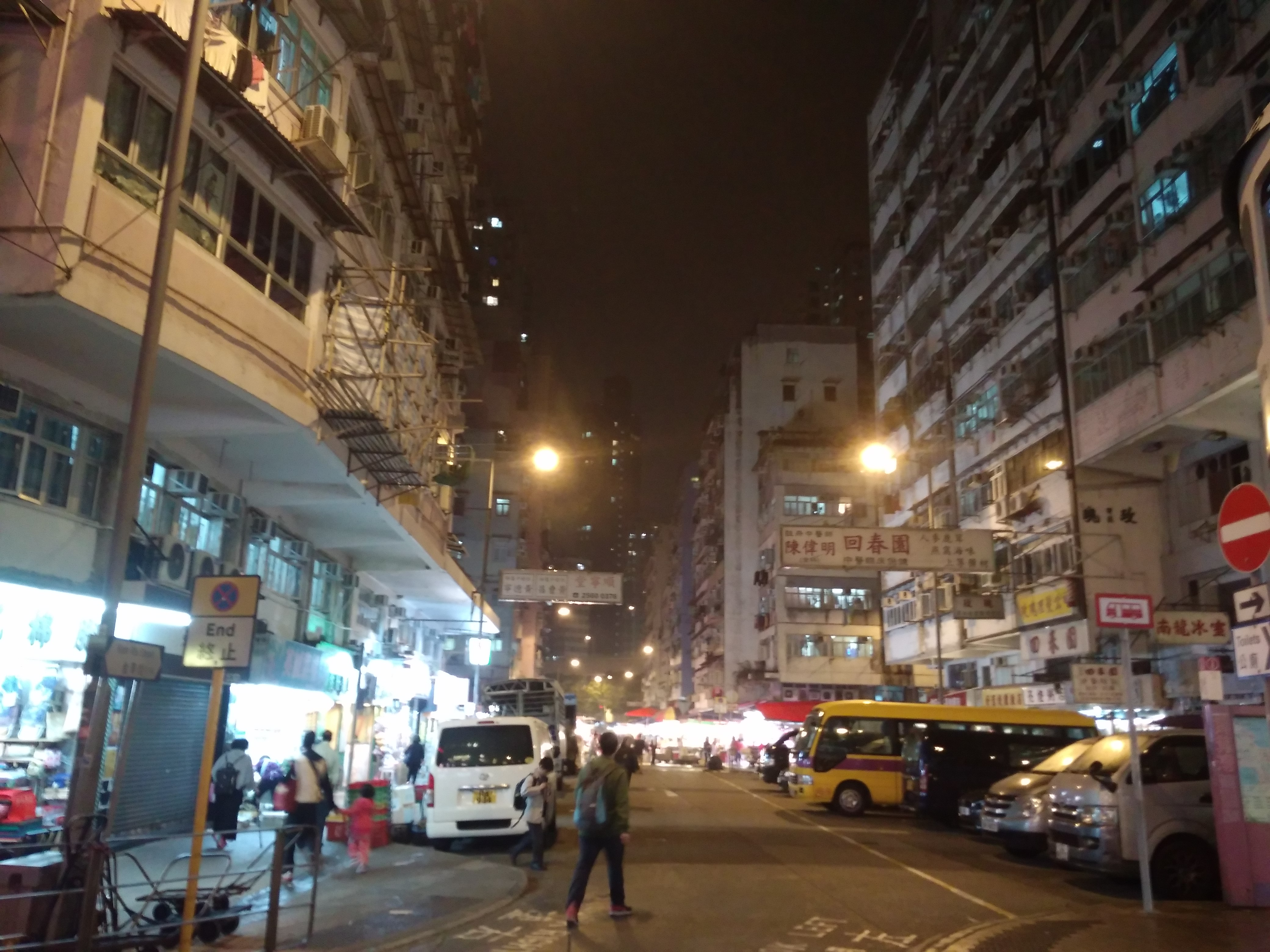
金華街夜景，從筲箕湾东大街向西望。

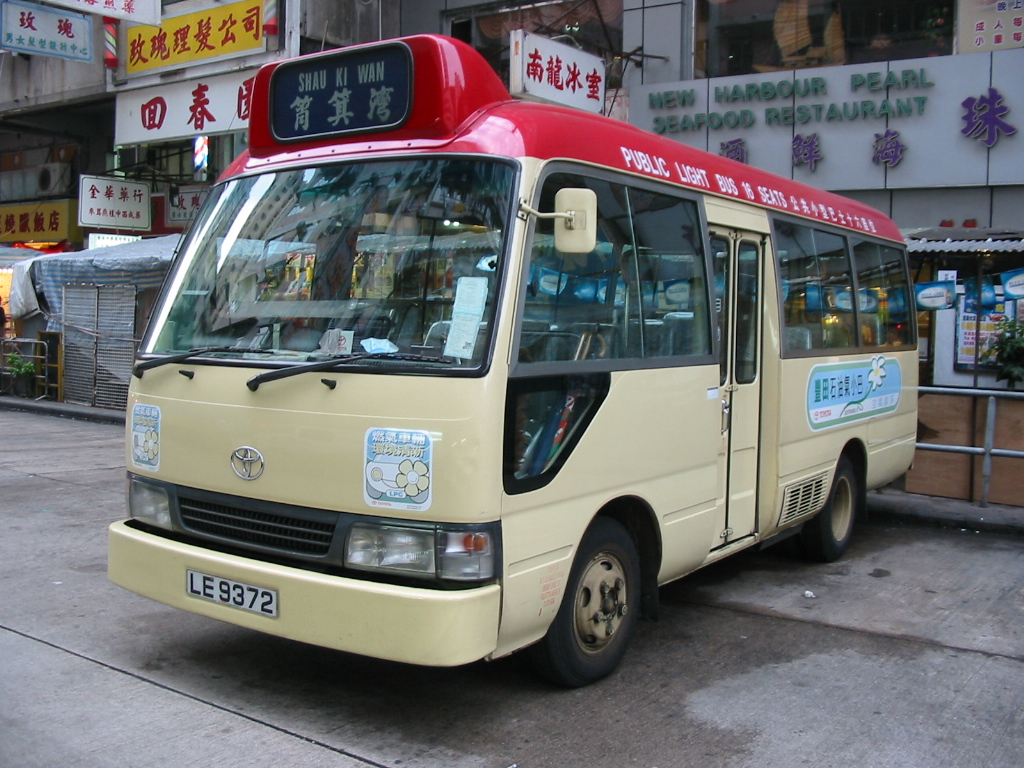
金華街公共小巴總站

22°16′41″N 114°13′46″E / 22.27795°N 114.22948°E
金華街（英語：Kam Wa Street）是香港東區筲箕灣的一條東西單向街道。東端從筲箕灣東大街筲箕灣電車總站起，至望隆街一段（金華街9－23號）的北面路旁為筲箕灣（金華街）公共小巴總站。而望隆街至愛秩序街的一段為香港現時少數的露天街市之一，除了街道兩旁唐樓地面設有海鮮魚檔、鮮肉檔和雜貨店等商舖外，路上亦有綠色鐵皮蓋成的蔬菜水果檔攤。在2011年曾7度遭狂徒放火。此外，路中心更常常出現販賣海鮮的無牌小販檔。在愛秩序街一端的對面為筲箕灣巴士總站。

## 交通
港鐵
- █  港島綫：筲箕灣站A2出口

## 鄰近
- 筲箕灣東大街
- 筲箕灣天后廟
- 筲箕灣城隍廟
- 筲箕灣巴士總站

## 資料來源
1. ↑  . 蘋果日報. 2011-08-03  [2012-04-26]. （原始内容存档于2019-07-01）.